# 勉強していたい!
『勉強していたい!』（べんきょうしていたい!）は、2007年8月18日から同年9月1日まで、毎週土曜日にNHK総合とBSハイビジョンで放送された「土曜ドラマ」枠のテレビドラマ。全3話放送。主役を演じた長野博はこれがNHKドラマ初出演である。
山本純士著の「授業の出前いらんかね。」「15メートルの通学路」を原案に病院訪問教育を描いた作品。

## 出演者
- 橋口順平：長野博（20th Century）

養護学校の訪問教育担当教師。
- 橋口京子：紺野まひる

順平の妻。角間平吉の一人娘。
- 角間平吉：宝田明

京子の父親で順平の義父。手羽先チェーン店の社長。
- 九鬼勝：西村雅彦

養護学校の先輩教師。
- 九鬼祥一：崎本大海

九鬼勝の息子。
- 林田岩松：森本レオ

養護学校の先輩教師。
- 岩城光子：宮崎美子

養護学校の先輩教師。
- 白井拓司：田山涼成

養護学校の教頭。
- 辻本未来（10歳）：真嶋優

順平の生徒。急性リンパ性白血病。
- 辻本真紀子：麻木久仁子

辻本未来の母親。
- 辻本博：佃典彦

辻本未来の父親。
- 杉原栄子：かとうかず子

友美恵の母親。料理研究家として有名なカリスマ主婦。
- 杉原友美恵：谷村美月

順平の生徒。摂食障害。
- 井出香苗（7歳）：山田夏海

順平の生徒。
- 井手幸作：大友康平

香苗の父親。
- 井出和子：中田裕子

香苗の母親。
- 益田洋二（7歳）：内田流果

順平の生徒。交通事故で下半身不随。
- 益田美佐江：山下容莉枝

洋二の母親
- 益田睦夫：尾美としのり

洋二の父親
- 安田里佳：野波麻帆

看護士。
- 長池治雄：津嘉山正種

養護学校の校長。
- 下田洋三：野間口徹
- 梅宮元：多田木亮佑
- 天野鎮雄、黒川慶一、伊沢勉ほか

## スタッフ
- 原案：山本純士「授業の出前いらんかね。」「15メートルの通学路」
- 脚本：岩村匡子
- 脚本協力：金子成人
- エンディングテーマ「We're ALL Alone」

## 放送時間
- 総合テレビ 21:00 - 21:58 （JST）
- BSハイビジョン 18:00 - 18:58 （JST）

## 放送日程
| 各話                                                      | 放送日        | サブタイトル            | 視聴率 |
| --------------------------------------------------------- | ------------- | ----------------------- | ------ |
| 第1話                                                     | 2007年8月18日 | 出前教師、橋口順平です! | 4.2%   |
| 第2話                                                     | 2007年8月25日 | 信じる気持ち            | 5.0%   |
| 最終話                                                    | 2007年9月01日 | 未来からの贈り物        | 2.8%   |
| 平均視聴率 4.0%（視聴率は関東地区・ビデオリサーチ社調べ） |               |                         |        |